# 長岡防災シビックコア地区

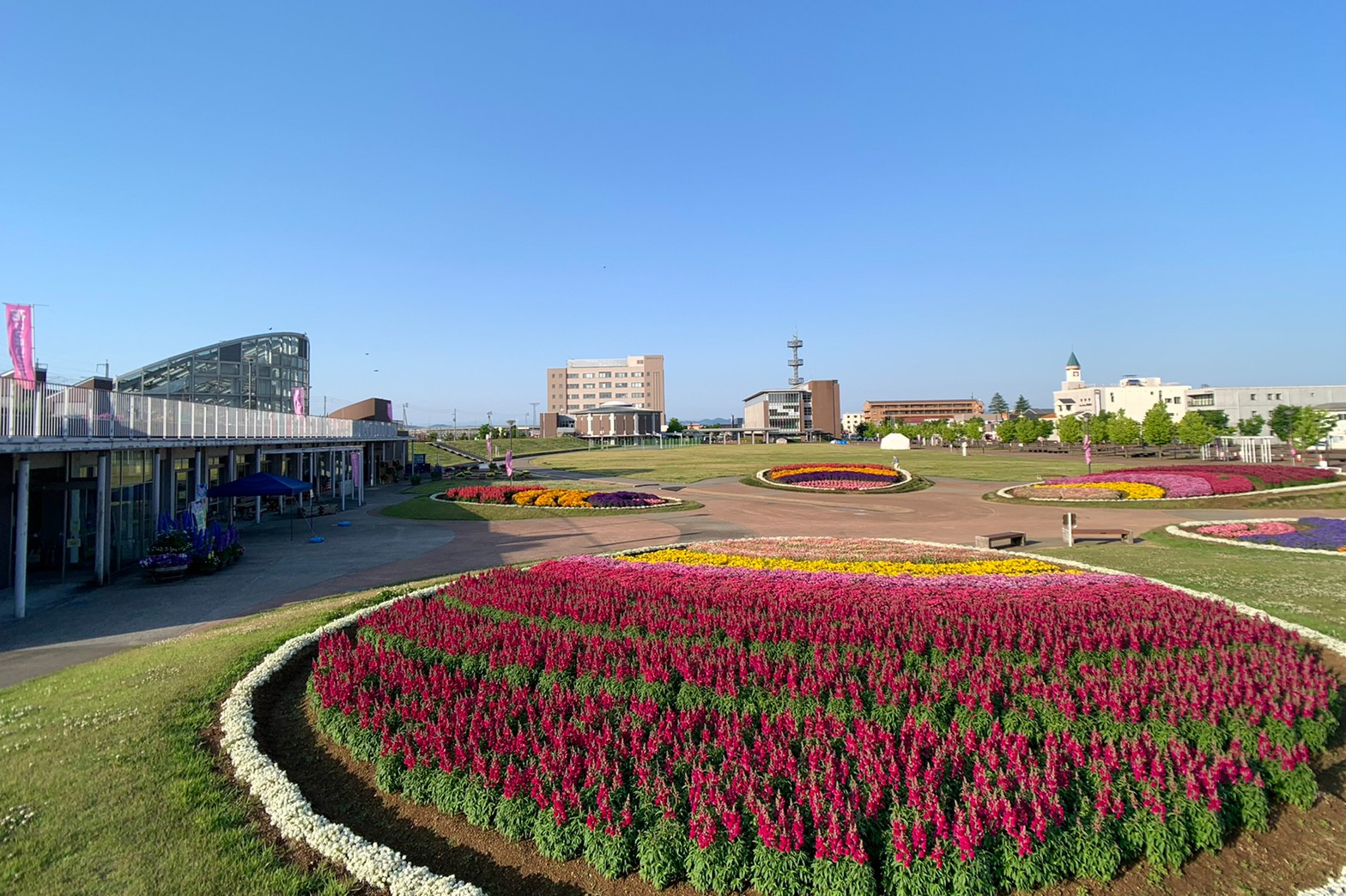
長岡市民防災公園・長岡市緑花センター花テラス（2022年5月）

長岡防災シビックコア地区（ながおかぼうさいシビックコアちく）は、新潟県長岡市にあるシビックコア地区である。長岡操車場跡地に整備され、新潟県中越地震を教訓とした防災機能が多く盛り込まれている。

## 概要
防災をテーマとしたシビックコア地区としては全国で初めて整備された。
消防本部庁舎には天然ガスコジェネレーションシステムが導入されている。
- A街区（0.6 ha[3]）
  - 千歳団地市営住宅
    - 罹災者公営住宅 38戸（2007年3月完成[4]）
    - 一般公営住宅 36戸（2007年6月完成[4]）
- B街区（4.6 ha[3]）
  - 長岡地方合同庁舎 本館（2013年3月完成[4]）
  - 長岡地方合同庁舎 別館（2008年2月完成[4]）
  - 長岡市消防本部庁舎（2010年3月完成[4]）
  - ながおか市民防災センター・子育ての駅ぐんぐん・屋根付き広場（2010年3月完成[4]）
  - 長岡市民防災公園（2010年10月完成[4]）
  - 長岡市緑花センター「花テラス」（2010年10月完成[4][5]）
- C街区（2.9 ha[3]）
  - メディアぷらっと（2010年11月完成[4]）
    - 新潟日報社長岡支社など

  - 法務局前バスターミナル・多目的駐車場（2010年11月完成[4]）
  - 民間商業施設
    - 原信など

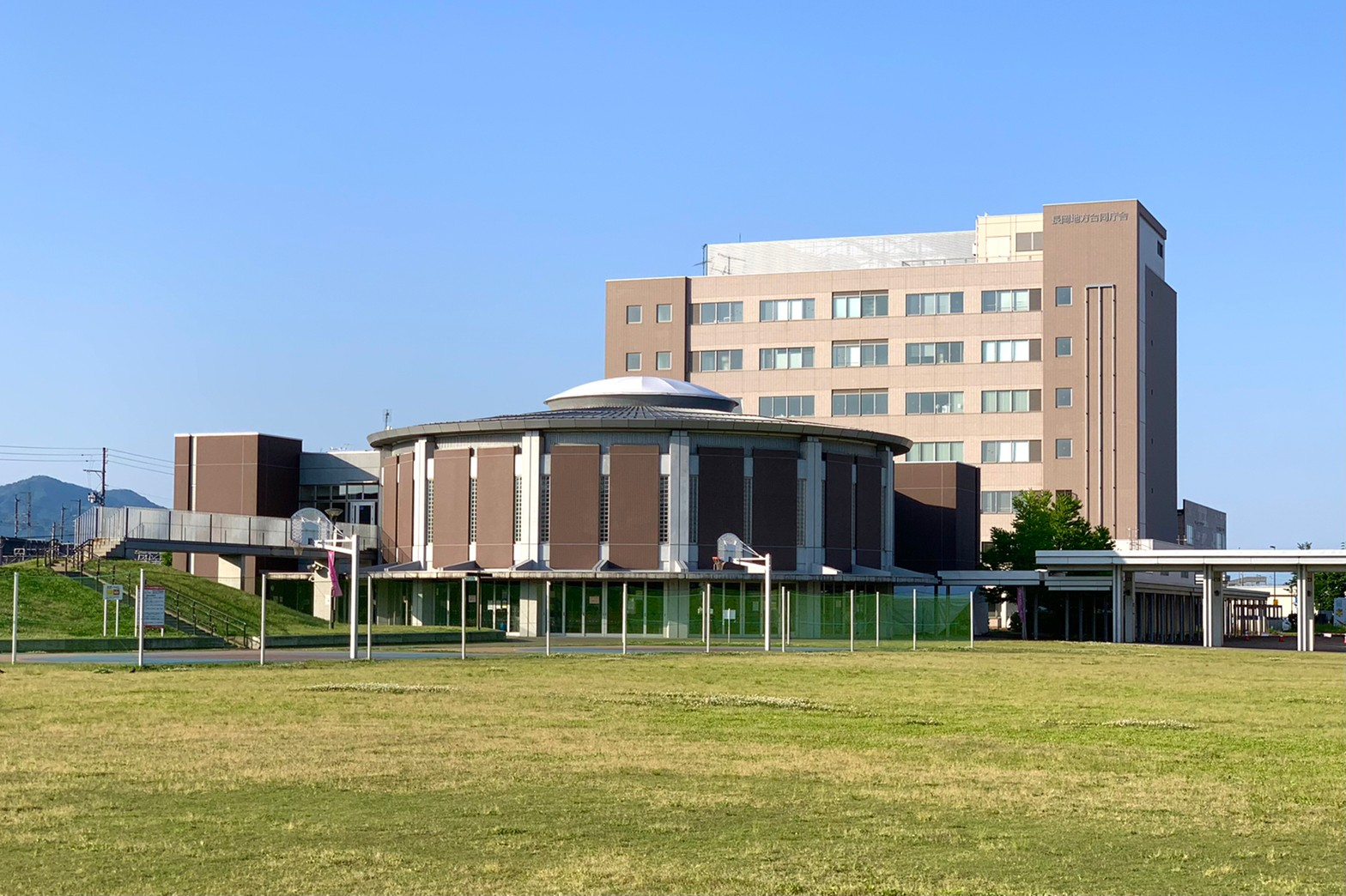
長岡地方合同庁舎本館とながおか市民防災センター・子育ての駅ぐんぐん・屋根付き広場（2022年5月）
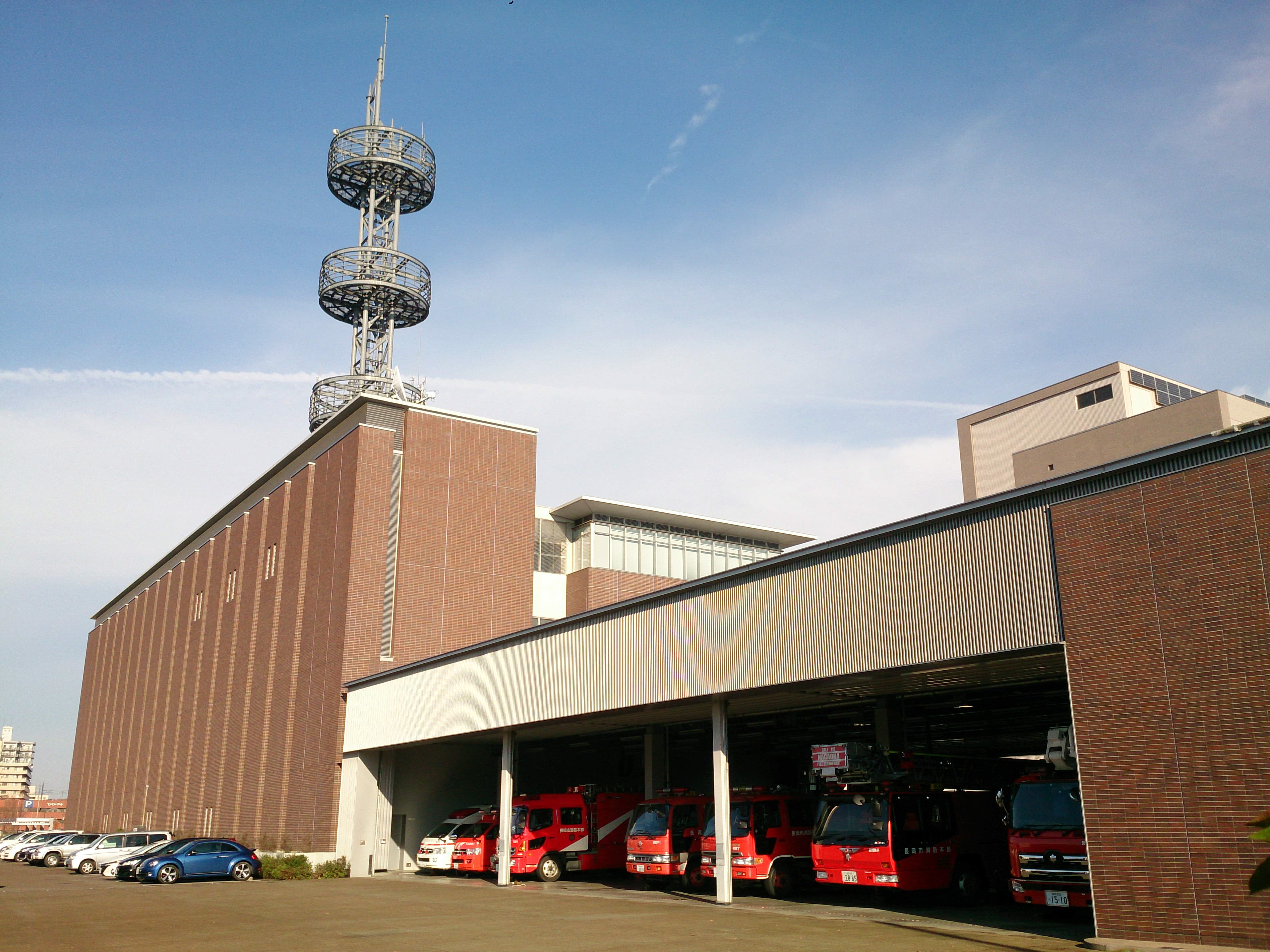
長岡市消防本部庁舎
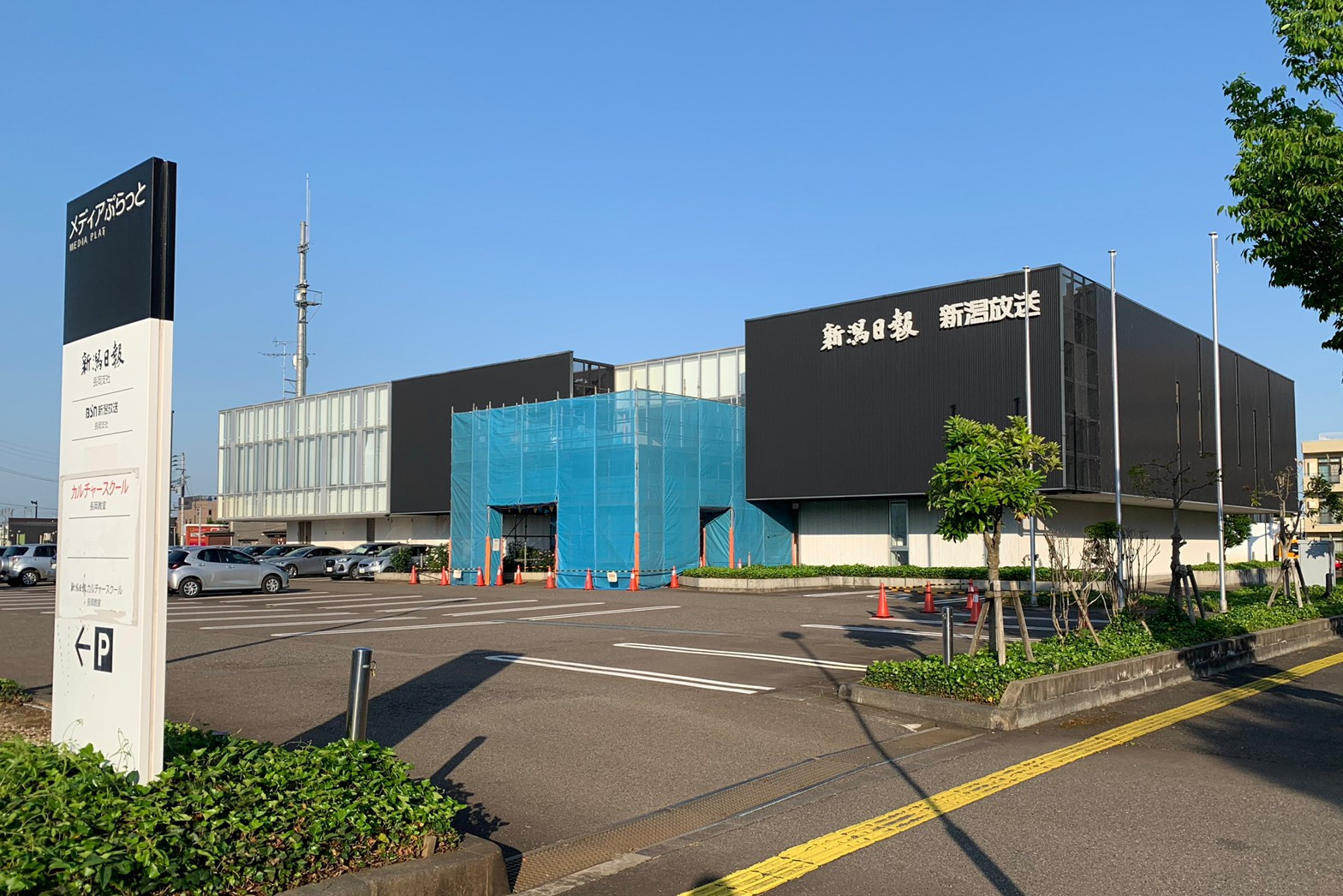
メディアぷらっと

## 長岡地方合同庁舎
市内各地に分散し、狭隘・老朽化等の課題を抱えていた自衛隊新潟地方協力本部長岡出張所、長岡税務署、 長岡労働基準監督署、長岡公共職業安定所、新潟農政事務所長岡統計・情報センター、新潟農政事務所地域第一課の6官署を集約する形で整備された。
これに先行する形で新潟地方法務局長岡支局の庁舎も整備され、合同庁舎の別館という扱いになった。

## 沿革
長岡操車場の跡地開発をめぐっては、1996-1997年度に国鉄清算事業団から土地取得、1998年に土地区画整理事業として都市計画決定が行われた。計画には民間アミューズメント施設、公共的施設整備と宅地整備が盛り込まれ、のちに県営プールを誘致する案も挙がったが、景気低迷の影響などもあり、2000年度に事業は一時休止（県営プールは新潟県立長岡屋内総合プールとして悠久山にオープン）。その後はシビックコア制度を活用する方針がとられ、中越地震を経て2005年度に「長岡防災シビックコア地区整備計画」が策定された。
敷地には地震後、459戸の仮設住宅が設けられていた。

## 交通
シビックコア地区内には「法務局前」バスターミナルが整備され、越後交通の「まちなかべんりバス」が発着する。敷地内には無料のパークアンドライド駐車場が整備されており、都心部への買い物・イベント等での利用が想定されている（通勤利用は不可）。なお、まちなかべんりバスは2008年10月に運行開始したものである。
- まちなかべんりバス（法務局前～長岡駅前～日赤病院前～道の駅ながおか花火館または江陽団地）